# 電子消費者契約及び電子承諾通知に関する民法の特例に関する法律
電子消費者契約及び電子承諾通知に関する民法の特例に関する法律（でんししょうひしゃけいやくおよびでんししょうだくつうちにかんするみんぽうのとくれいにかんするほうりつ、平成13年6月29日法律第95号）は、電子消費者契約に要素の錯誤があった場合と、電子承諾通知を発した場合に関する法律で、民法に対する特別法である。「電子契約法」、「電子消費者契約法」、「電子消費者契約民法特例法」などと略される。
法令番号は平成13年法律第95号、2001年（平成13年）6月29日に公布された。

## 内容

### 定義
2条が規定する。
電子消費者契約消費者と事業者との間で、「電磁的方法により」、「電子計算機の映像面」を介して締結される契約であって、画面に従って消費者が電子計算機を用いて申し込み又は承諾の意思表示をするもの。典型例として、消費者が、通販サイトの画面に従って住所やクレジットカードなどの情報を入力して、商品購入の申込みを行う場合などである。
ここで言う「消費者」、「事業者」とは、それぞれ契約の当事者となる個人である。両者の相違点は、「事業として又は事業のために契約の当事者となる場合」であるか否かである。また、「事業者」にはその委託を受けた者を含む。
消費者が、ある事業者のサイトを見て購入を決意し、事業者に「商品を購入したい」という電子メールを送った後、事業者から返信があったので、それに従い購入した場合は、申込みを電子メールで行なっており、その事業者の電子消費者契約のための画面に従ったのではないから、電子消費者契約ではない。
電磁的方法法文上「電子情報処理組織を使用する方法その他の情報通信の技術を利用する方法」とされている。インターネット（Webサイトや電子メール等）に限らず、電話、電信、EDI、FAX、無線なども含まれる。
電子承諾通知契約の申込みに対する承諾をしようとする者が使用する電子計算機等（電子計算機、FAX、テレックス、電話をいう。）と、その契約の申込みをした者が利用する電子計算機等とを接続する電気通信回線を通じて送信する承諾の通知。

### 意思表示の錯誤に関する特例
3条が規定する。
民法第95条では、法律行為の要素に錯誤がある場合は、原則無効だが（「民法の錯誤の原則規定」という。）、例外として、表意者に重大な過失がある場合、無効主張できない（「民法の錯誤の例外規定」という。）。
「民法の錯誤の例外規定」は、消費者が行なう電子消費者契約の申込み又はその承諾の意思表示について、その契約の要素に錯誤があった場合であって、当該錯誤が次のいずれかに該当する場合は適用しない。
- 消費者が電子消費者契約の申込み又はその承諾をする意思がなかったとき。
- 消費者が電子消費者契約の申込み又はその承諾の意思表示と異なる意思表示をする意思があったとき。

但し、事業者側が意思表示の確認処置を講じた場合又は消費者からそのような確認処置が不要であるという意思の表明があった場合は、この限りではない。
（事例）
- 無効を主張できる場合
  - 消費者が通販サイトで操作ミスをして購入したくないのに「購入」ボタンを押してしまった。「購入」ボタンを押した後、直ちに「お買い上げありがとうございました。」という表示が出てしまい、操作ミスを回復することができなかった。（購入する数量や配達先を間違えてしまったような場合も同様。）
- 無効を主張できない場合
  - 消費者が通販サイトで操作ミスをして購入したくないのに「購入」ボタンを押してしまった。「購入」ボタンを押した後、確認画面が表示され「購入内容は以下の通りですか？」となり「購入する」と「購入しない」のいずれかのボタンを押すようになっていた。ここでも操作ミスをして「購入する」ボタンを押してしまった。（購入する数量や配達先を間違えてしまったような場合も同様。）

なお、この規定は、消費者から事業者への電子消費者契約の意思表示に限り適用される。消費者間や事業者間の契約には適用されない。

### 承諾通知に関する特例
4条が規定する。
民法は、隔地者に対する意思表示は、その通知が相手方に到達したときからその効力を生じるのが原則だが（「民法の隔地者に対する意思表示の原則規定」という。）、例外として、隔地者間における契約は、承諾の通知を発したときから成立する（「民法の隔地者間の契約に対する例外規定」という。民法97条1項、526条1項）。
電子契約法は、「民法の隔地者間の契約に対する例外規定」は電子承諾通知を発する場合には適用しないとする。つまり、隔地者間の契約では電子承諾通知が相手に到達したときに契約が成立する、ということになる。
また、この規定は、電子承諾通知それ全般に適用されるので、消費者間や事業者間の承諾通知であっても適用される。（この点で錯誤に関する特例の規定とは、適用範囲が異なる。）
隔地者応答が直ちに期待できない状態の者を意味している。例えば、電話の相手は距離が離れていても会話できて応答が直ちに期待できるので「隔地者」ではなく、電子メールや郵便物の送り先は応答が直ちに期待できない状態の者であるので「隔地者」である。
到達相手が意思表示などを見ようと思えば見られる状態になれば「到達」である。実際に意思表示を見た時点で「到達」ではない。例えば、郵便物であれば相手の郵便受けに入った時点、電子メールであれば相手のメールサーバーに届いた時点で「到達」と考えられる。

## 強行規定
明文は無いが、弱者保護として強行規定性が推定されている。